# Eddio Inostroza
Eddio Victorino Inostroza Ibacache (* 3. September 1946 in Chiguayante) ist ein ehemaliger chilenischer Fußballspieler und -trainer. Der defensive Mittelfeldspieler absolvierte acht Länderspiele für die Nationalmannschaft und gewann auf Vereinsebene fünf Meistertitel mit drei verschiedenen Klubs.

## Spielerkarriere

### Verein
Eddio Inostroza debütierte 1969 beim CD Huachipato und spielte dort bis zur Saison 1974. In diesem Jahr holte Huachipato mit dem in Chiguayante geborenen Mittelfeldspieler den ersten Meistertitel der Vereinsgeschichte. Im Folgejahr gewann Inostroza seine zweite Meisterschaft mit dem Unión Española. 1977 wechselte er zum Rekordmeister CSD Colo-Colo, für den er sieben Spielzeiten auflief, 188 Ligaspiele absolvierte, drei Meisterschaften und zwei Pokalsiege holte. Zum Abschluss seiner Karriere ging Inostroza zum Green Cross Temuco, 1984 beendete er dort seine Karriere.

### Nationalmannschaft
In der chilenischen Nationalmannschaft gab Eddio Inostroza im November 1974 beim Freundschaftscup Copa Carlos Dittborn 1974 gegen Argentinien sein Länderspieldebüt. Bei der Copa América 1975 spielte er drei der vier Partien, jedoch kam Chile hinter Peru nicht in die nächste Turnierphase. Das letzte Länderspiel bestritt Inostroza im Juni 1980 beim Freundschaftsspiel gegen Brasilien. Insgesamt absolvierte er acht Länderspiele.

### Trainer
Als Trainer arbeitete Eddio Inostroza die meiste Zeit als Co-Trainer beim CSD Colo-Colo an der Seite von Arturo Salah und Mirko Jozić, mit dem er 1991 auch den Titel der Copa Libertadores gewann. Dort arbeitete Inostroza auch interimsweise 1994 als Hauptverantwortlicher. Als Cheftrainer war Inostroza 1992 bei Deportes La Serena, 1998 beim ecuadorianischen Klub CD Espoli und 1998/99 bei San Luis de Quillota tätig.

## Erfolge
Huachipato
- Chilenischer Meister: 1974

Unión Española
- Chilenischer Meister: 1975

Colo-Colo
- Chilenischer Meister: 1979, 1981, 1982
- Chilenischer Pokalsieger: 1981, 1982